# 粗點心

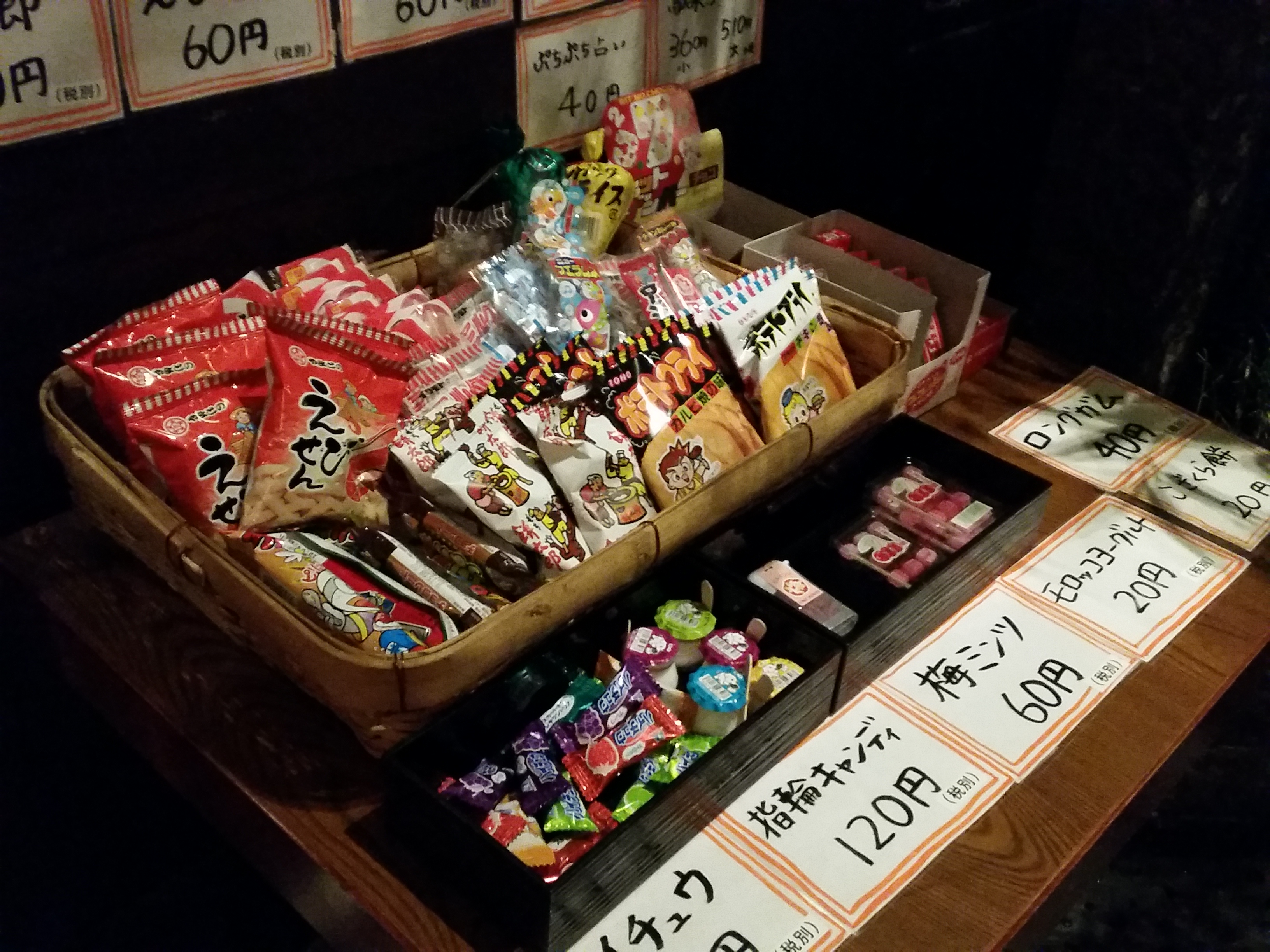
各式各样的粗點心

粗點心（日语：／ Dagashi */?），是一种便宜的日本糖果和零食。主要面向兒童出售，與茶會、禮品所用的高級點心相對。「駄」在日语中是「微不足道的」或「无用」的意思；「菓子」是點心的意思。
粗點心以其低廉价格和新奇包装吸引手头拮据的儿童，让儿童用不多的零花钱就能购买零食。大多数粗點心包装鲜艳、富有童趣。

## 历史

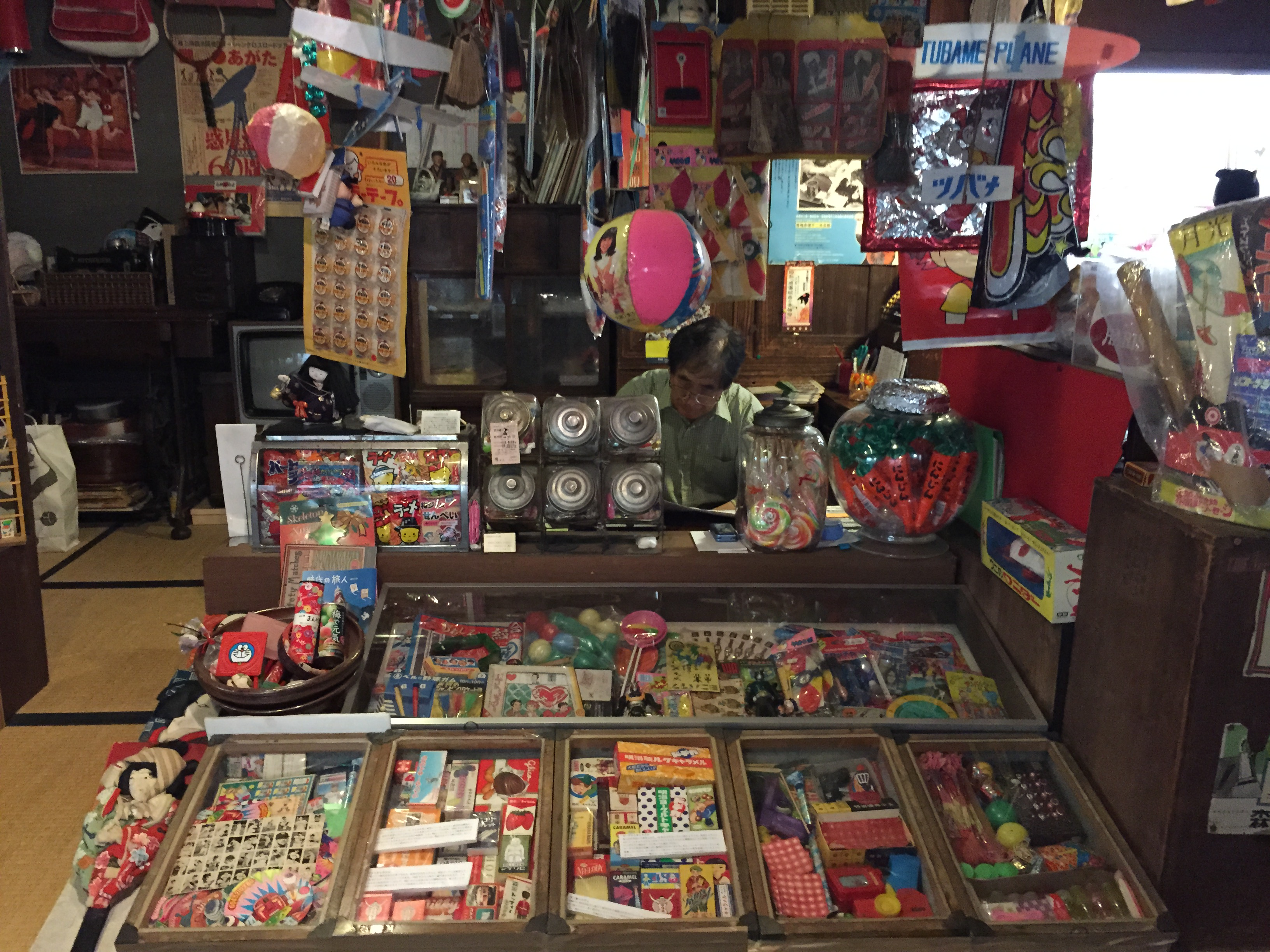
青梅赤塚不二夫会館的粗點心屋

在元祿時代的大阪，相對於使用昂貴的進口白砂糖製成的「上菓子」，使用廉價日本產黑砂糖製成的點心被稱為「雑菓子」。其使用雜糧、糖漿之類的材料製作，價格低廉，因此也被稱為「一文菓子」，是平民間常見的零食。19世紀，「駄菓子」一詞首次出現在京都、大阪一帶。
現在稱作「粗點心」的零食，大多是在二戰後順明治時代的趨勢開發的，種類繁多。價格基本非常便宜，從10日元到70日元不等，零用錢不多的兒童也能購買。有些包裝上印有兒童喜愛的運動員、動畫角色，有些會贈送小模型之類的玩具；也有抽獎券，中獎者可以獲得額外獎品。
战后昭和时期（1950-1980年代初），粗點心最爲流行。当时粗點心屋非常普遍，小学生放学后常聚集于此。截至2018年，由於粗點心屋逐漸減少，銷售重心已轉移到便利商店、連鎖零食專賣店、網購等，也可在現存的粗點心屋买到。在日本以外的地區，粗點心也已经常出现。

## 粗點心屋

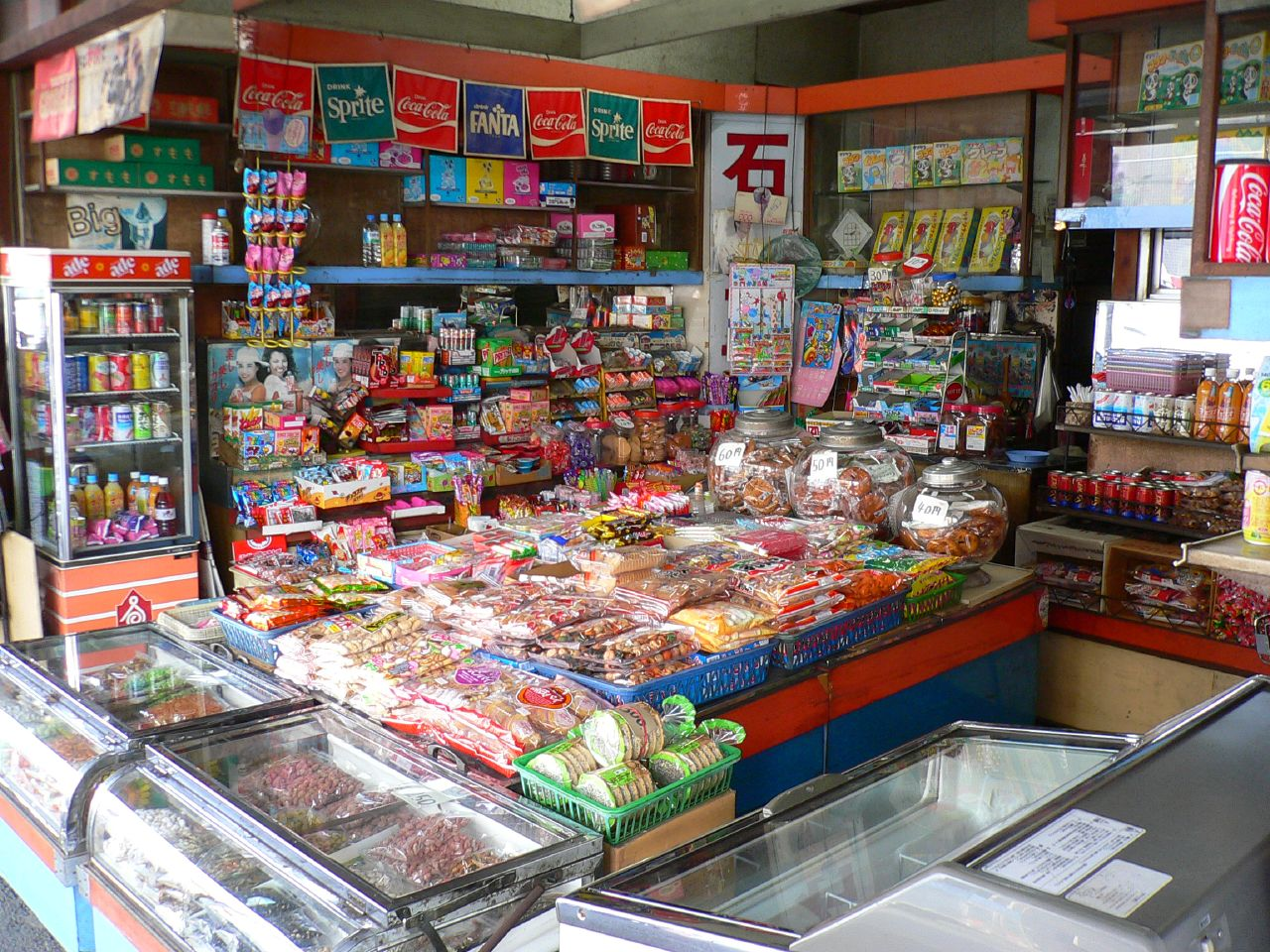
横滨的粗點心屋

早期主要由粗點心屋贩卖粗點心，店内也经常贩卖小玩具，有些设有投币式的街机和扭蛋机。昭和时期，学童放学后会经常到粗點心屋购买商品，和店主和其他小朋友交流玩耍。
粗點心屋现今被视作怀旧场所，有一些仍在營業。东京现存最古老的粗點心屋是1781年创立的上川口屋（ Kami-kawaguchiya），位于鬼子母神堂境内。

## 現狀
现在的日本便利店密佈、出生率下降，老式粗點心屋正快速关店。随着動畫《粗點心战争》上映，這一文化再次受到关注。《粗點心戰爭》里面出现了多种受欢迎的粗點心，还有一些很少见的品项。
有些粗點心也适合用作下酒菜或被成年人当作怀旧小吃。美味棒和奶酪霰饼在动漫酒鬼妹子（饮酒文化动漫）第九集出现过。

## 品项
- 水飴（小棒攪拌的麥芽糖漿，也可杯裝）
- 三角糖
- 鱉甲糖（日语：鼈甲飴）
- 杏糖（糖漿裹李子）
- 黃豆粉糖
- 拉絲糖（水果拉絲糖等）
- 佐久間式水果糖
- 不二家棒棒糖
- 10日圓瓶裝糖果
- 花之國糖
- 文旦糖
- 味咖喱（咖喱風味米果）
- 魚皮花生
- 咖哩霰餅
- 起司霰餅
- 年糕太郎（霰餅）
- 牛奶煎餅（也稱醬油煎餅或花丸煎餅，搭配辣醬油、梅子醬或橙醬）
- 調味煎餅（梅醬煎餅）（搭配牛奶煎餅食用的小包裝）
- 蝦煎餅（內含蝦粉、海苔）
- 胡蘿蔔（膨化米果，裝在胡蘿蔔形狀的袋子裏）
- 點心麵
- 小豬杯麵（日语：ブタメン）（多種口味的迷你杯麵）
- 麪包乾（日语：ラスク）
- 玉米角（填充明膠，做成迷你甜筒冰淇淋形狀）
- 酸奶糖（日语：ヨーグル）（奶油狀的酸奶味糖果）
- 醋漬魷魚
- 魷魚片（日语：のしいか）
- 大豬排（魚漿製品）
- 醋昆布（中野的都昆布）
- 櫻花蘿蔔（用梅子發酵的蘿蔔片，呈粉色）
- 糖漬李子
- 糖水杏棒（日语：あんずボー）
- 蜜杏（深色凝膠狀）
- 點心香腸（迷你莎樂美腸）
- 丸川泡泡糖
- 口哨糖
- 迷你泡泡糖（塑膠容器的彩色蓋子可以當口哨）
- 各種抽獎式泡泡糖（棒球盤、柏青哥等，按鈕後出來的泡泡糖顏色決定中獎與否）
- 果凍
- 兔子曼波（彩色塑料管裝的葡萄糖粉與玉米澱粉）
- 汽水糖
- 罐裝汽水糖
- 彈珠汽水
- 梅子薄荷糖
- 可樂糖
- 香烟糖
- 巧克力球棒（日语：チョコバット）
- 蒂羅爾巧克力（日语：チロルチョコ）（立方体状的巧克力，有时印有日本流行文化或动漫图案）
- 占卜巧克力
- 迷你布丁巧克力
- 巧克力牙刷
- 小黑管巧克力
- 超大巧克力（另有「日本最長巧克力」）
- 噗噗鯛（充氣巧克力最中）
- 巧克力饅頭
- 巧克力圈蛋糕
- 花串蛋糕
- 鈴鐺蛋糕（日语：鈴カステラ）
- 美味棒（另有新美味棒、美味圈）
- 德州玉米球（膨化食品）
- Kyabetsu太郎 (零食)（另有玉蔥太郎、玉米圈太郎）
- 炸薯條
- 心形薯片
- 麪筋點心
- 圓形鬆餅（日语：ボーロ）
- 棉花糖
- 前田餅乾（日语：前田製菓）
- 豆餡丸子（日语：あんこ玉）
- 黃豆粉棒
- 小櫻餅（果味軟糖）
- 吉備團子
- 薄荷菸斗
- 彈珠汽水
- 蜜柑水（日语：蜜柑水）
- 肉桂水（日语：ニッキ水）
- 冷糖水（日语：冷やし飴）
- 飲料、固體飲料
- 圖案餅乾（用牙籤挑出圖案）
- 蒜香義大利麵（東京拉麵）

## 圖集

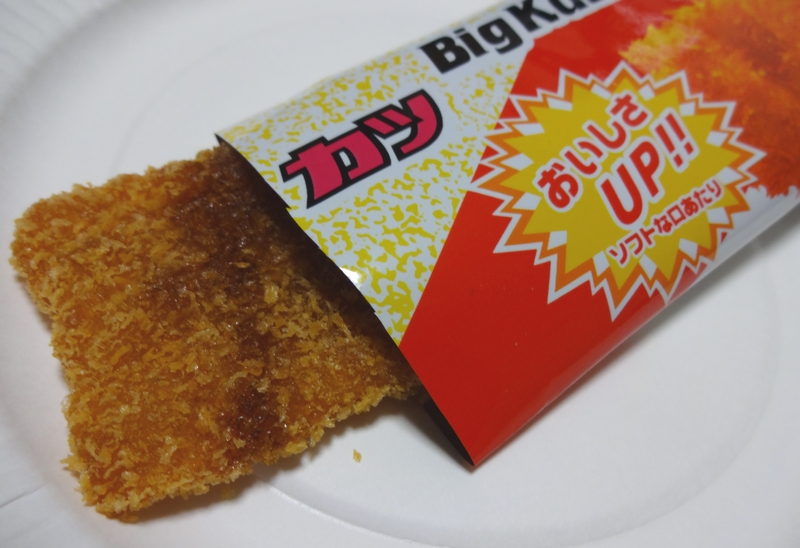
大豬排（魚漿製品）
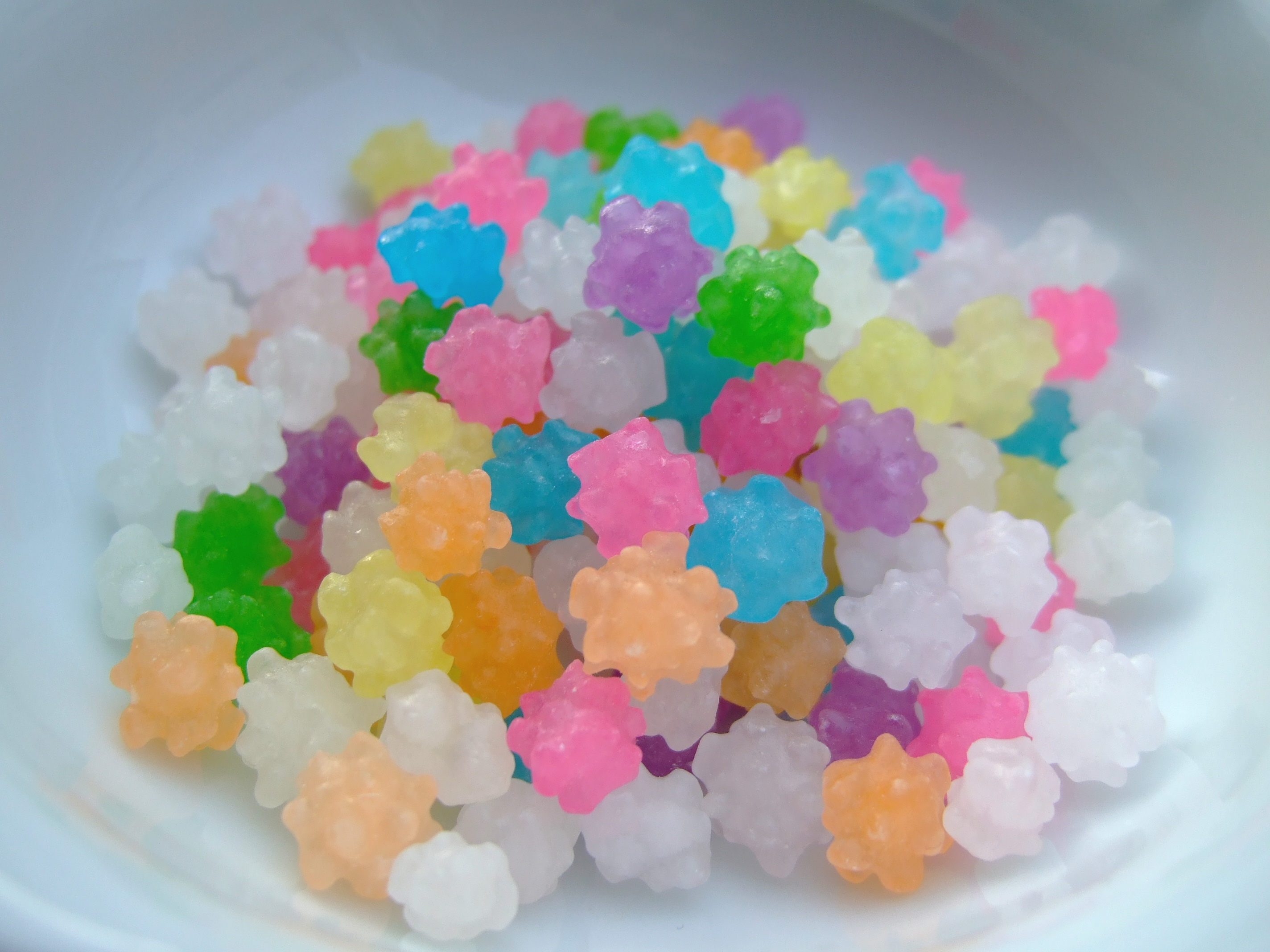
金平糖
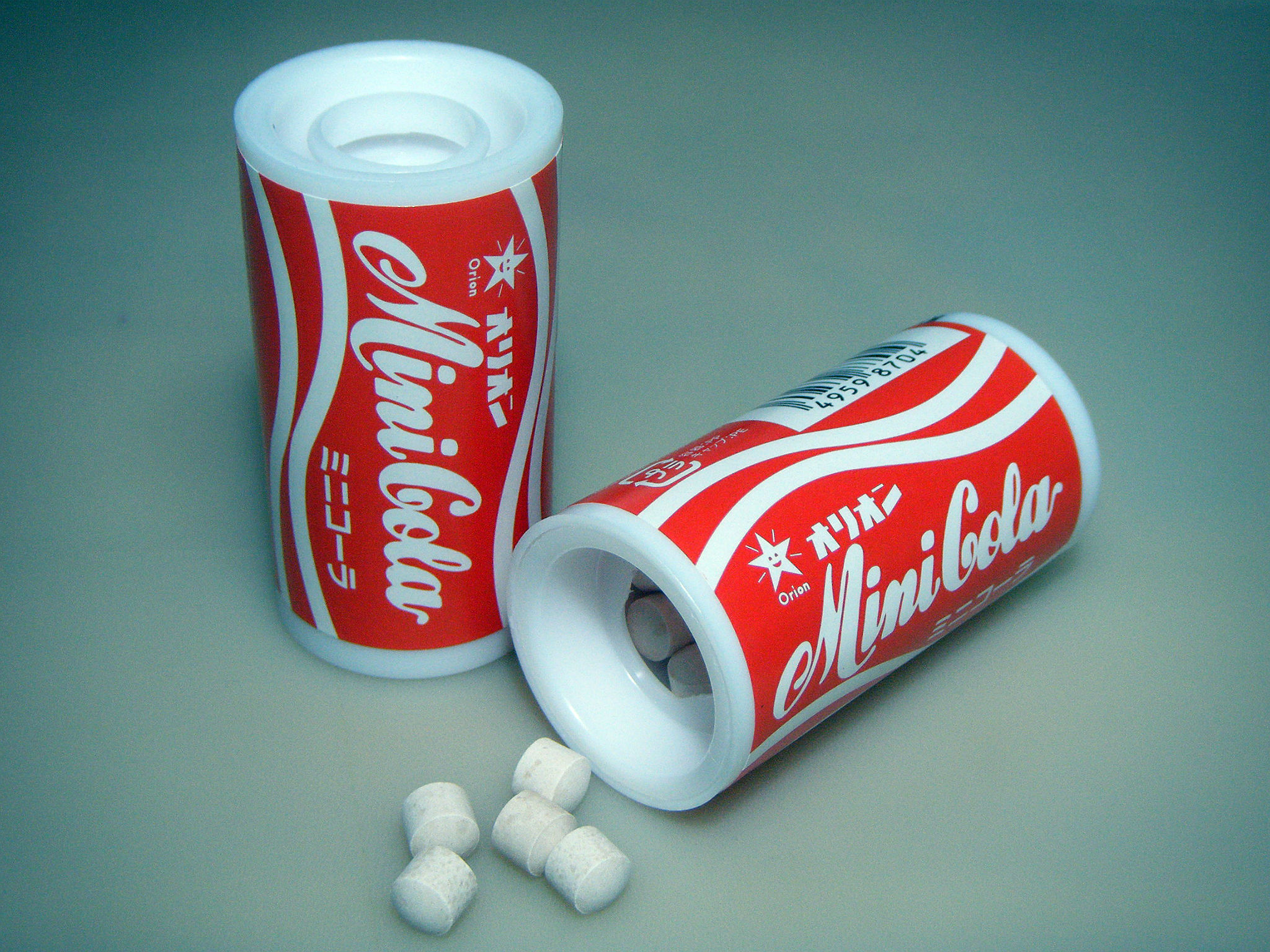
可樂糖
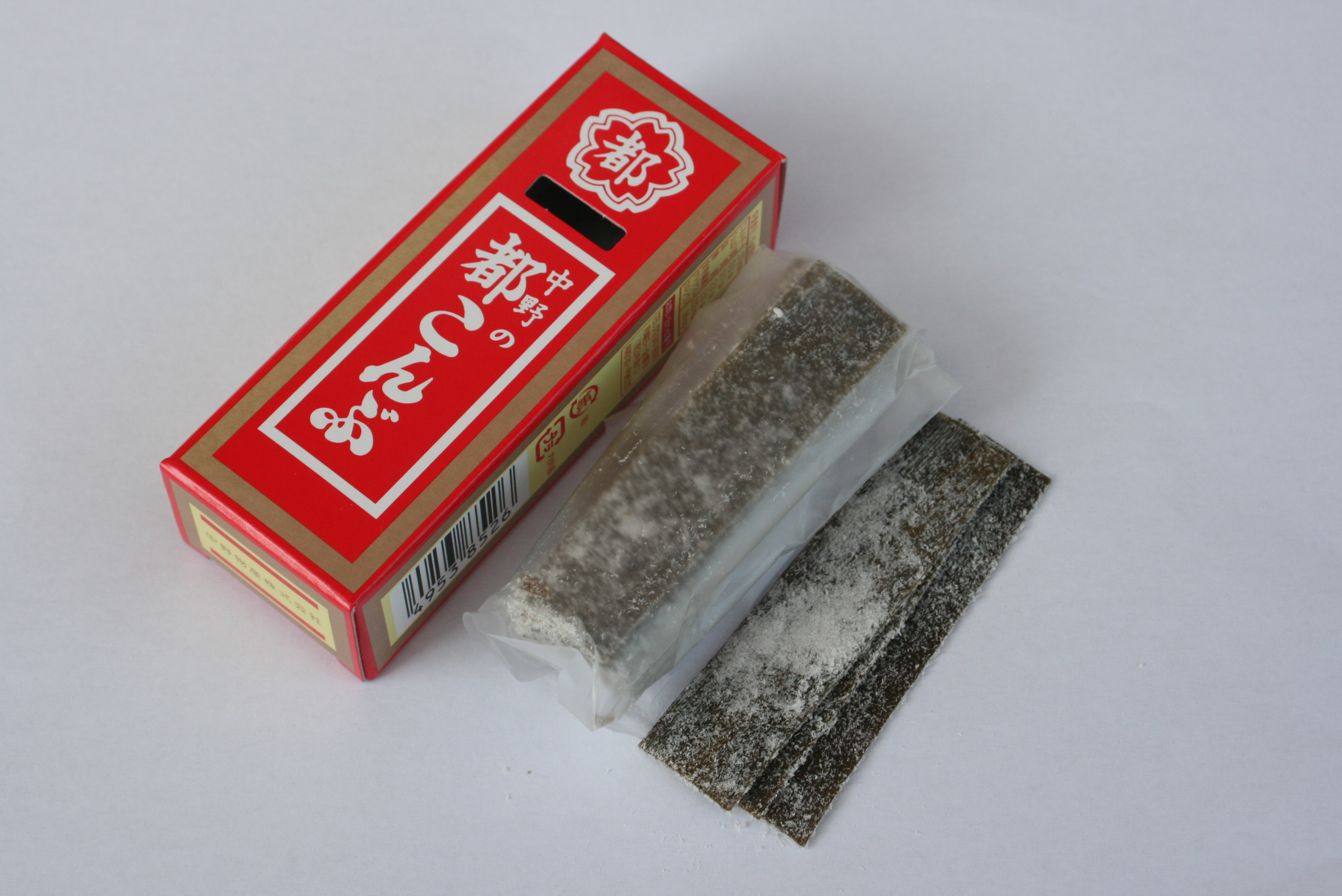
都昆布

## 阅读更多
- . Web-Japan.   [February 6, 2016].
- . Tokyo Treat.   [February 6, 2016]. （原始内容存档于February 12, 2017）.
- . Nippon.com.   [February 6, 2016].
- . Candy Atlas.   [September 14, 2017].